# Arak (Mongolië)
Arak of ayrag (Mongools: айраг), ook erk of ehrk, is een Mongoolse drank die bestaat uit gefermenteerde paardenmelk. De drank staat in de rest van Centraal-Azië bekend als koemis. In Mongolië wordt de paardenmelk gedurende twee dagen in een open koeienleren zak gedaan. De drank wordt vervolgens met een stamper gestampt, zodat er zuurstof bij kan komen en het gistingsproces wordt versneld. Dit is een bezigheid die door het hele gezin wordt verricht. Doordat de zak met arak naast de deur van de ger hangt, kan iedereen die dat wil bij het binnenkomen een paar keer stampen. Arak is lichtzuur van smaak en geeft een lichte prikkeling op de tong door de aanwezigheid van koolzuur. Buitenlanders moeten wel wennen aan de smaak. Het alcoholpercentage ligt meestal rond de 2%, maar is afhankelijk van de duur van het gistingsproces, dus hoelang de drank in de zak blijft voordat hij gedronken wordt. Het is een teken van gastvrijheid om een gast een kom ayrag aan te bieden. De kom hoeft niet geheel leeggedronken te worden, de gast mag ook nippen aan de ayrag. Weigeren wordt echter als uitermate onbeleefd ervaren.
Het destillaat dat gemaakt wordt van ayrag of van Mongoolse kefir (isgelen tarag) wordt arkhi (архи) genoemd. Die drank staat ook bekend als 'yoghurtwodka' (tarag betekent yoghurt). De naam arkhi lijkt op arak, maar alleen de Mongoolse arkhi heeft melk als basis. Een ander product dat samenhangt met ayrag is aruul (ааруул). Dit zijn de uitgelekte vaste bestanddelen van ayrag, die vervolgens tot blokken worden samengeperst. De blokken worden op het dak van de ger in de zon gedroogd. Aruul smaakt naar scherpe kaas en wordt vanwege de zeer lange houdbaarheid veel gebruikt als reisproviand.